# Рингер, Сидней
Сидней Рингер (англ. Sydney Ringer; 1835, Норидж — 4 октября 1910, Йоркшир) — британский врач и фармаколог, известный изобретением раствора Рингера.
Член Лондонского королевского общества (1885).

## Биография
Сидней Рингер родился в нонконформистской семье. Отец Сиднея Рингера умер в 1843 году. Его старший брат, Джон Меланстон, накопил огромное состояние в Шанхае, в то время как его младший брат, Фредерик, уехал в Японию, где он основал компанию «Holme, Ringer & Co». Фредерик Рингер в Нагасаки стал настолько успешен в бизнесе, что даже получил прозвище «Король Нагасаки».
Вся профессиональная деятельность Сиднея Рингера так или иначе была связана с госпиталем при Университетском колледже Лондона. Рингер поступил в Университетский колледж в 1854 году, и окончил его в 1860 году. Был интерном в Университетской клинике больницы с 1861 по 1862 год. Получил диплом в 1863 году и в том же году был назначен помощником врача в больницу. Полноправным врачом Сидней Рингер стал в 1866 году.
Рингер был выдающимся педагогом, который продолжал поддерживать высокий уровень клинических инструкций, которые были созданы в больнице Университетского колледжа. Однако преподавательская деятельность не была его стихией. Рингер последовательно служил профессором фармакологии и терапии, а также практики медицины факультета университетского колледжа. В 1887 году он был назначен профессором клинической медицины и это кресло он занимал вплоть до своей отставки в 1900 году. В 1870 году он стал членом Королевского колледжа врачей, а в 1885 году членом Лондонского королевского общества.
По воспоминаниям современников, Сидней Рингер относился к своим исследованиям едва ли не с фанатизмом, проводя каждую свободную минуту в университетской лаборатории. 
Сидней Рингер скончался в Йоркшире 4 октября 1910 года.